# Charles Michel de Langlade
 (décembre 2018).
Si vous disposez d'ouvrages ou d'articles de référence ou si vous connaissez des sites web de qualité traitant du thème abordé ici, merci de compléter l'article en donnant les références utiles à sa vérifiabilité et en les liant à la section « Notes et références ».
Pour les articles homonymes, voir Charles Michel (homonymie) et Michel.
Charles Michel de Langlade, né le 9 mai 1729, à Michillimakinac et mort en mai 1801 à La Baye, était un chef de guerre amérindien, officier colonial français et marchand de fourrure. Figure métis importante du Canada, il jouera un grand rôle en Nouvelle-France, particulièrement dans la guerre franco-anglaise, partie américaine de la guerre de Sept Ans⁣⁣, mais également lors de la guerre d'indépendance américaine.

## Jeunesse
Charles Michel de Langlade est un Métis,  fils d'un important marchand de fourrures canadien, Augustin Langlade (en fait, Augustin Mouet Sieur de Langlade) et d'une Amérindienne, Domitilde, sœur du chef Outaouais Nissowaquet, une de ces fréquentes unions de Français avec des Amérindiennes à la façon du pays. Il est baptisé 9 mai 1729 à Michilimackinac (actuel Mackinaw City dans le Michigan). À l'âge de 10 ans il reçoit son baptême du feu, il accompagne son oncle à Nissowaquet dans une attaque victorieuse contre les Chickasaws. En effet, les Outaouais avaient demandé à son père la permission d'amener Charles avec eux pour se battre contre les ennemis. Les Outaouais avaient auparavant été défaits deux fois contre ceux, en conclurent que l'enfant devait avoir bénéficié d'un esprit protecteur, sa réputation d'indestructible le suivi tout au long de sa vie. Cette croyance, combinée à ses qualités naturelles et ses liens de sang, allaient en faire un chef reconnu.
En 1745, il a accompagné son père qui fonda un poste de traite près du fort La Baye sur le site de la ville actuelle de Green Bay au Wisconsin.
En 1750, Langlade est cadet dans les troupes coloniales françaises. Son premier exploit militaire reconnu date de 1751 ou 1752, lorsqu'il mène un raid sur Pickawillany (actuel Piqua, en Ohio). Les Français étaient alors en compétition avec les Britanniques pour le contrôle de la vallée de l'Ohio et de ses populations amérindiennes. Pierre Céloron de Blainville n'avait pas réussi à convaincre les  Miamis sous l'autorité de Memeskia (dit La Demoiselle) de quitter Pickawillany, qui était dans la zone d'influence britannique. Langlade fut alors envoyé à la tête d'une troupe estimée à 250 individus, majoritairement autochtones, afin de lancer une attaque sur Pickawillany. Profitant de l'absence de la plupart des chasseurs masculins du village Miami, ils ont détruit l'établissement et capturé son chef, Memeskia. Ce dernier a ensuite subi une mort brutale, étant bouilli et mangé.

## La guerre de Sept Ans

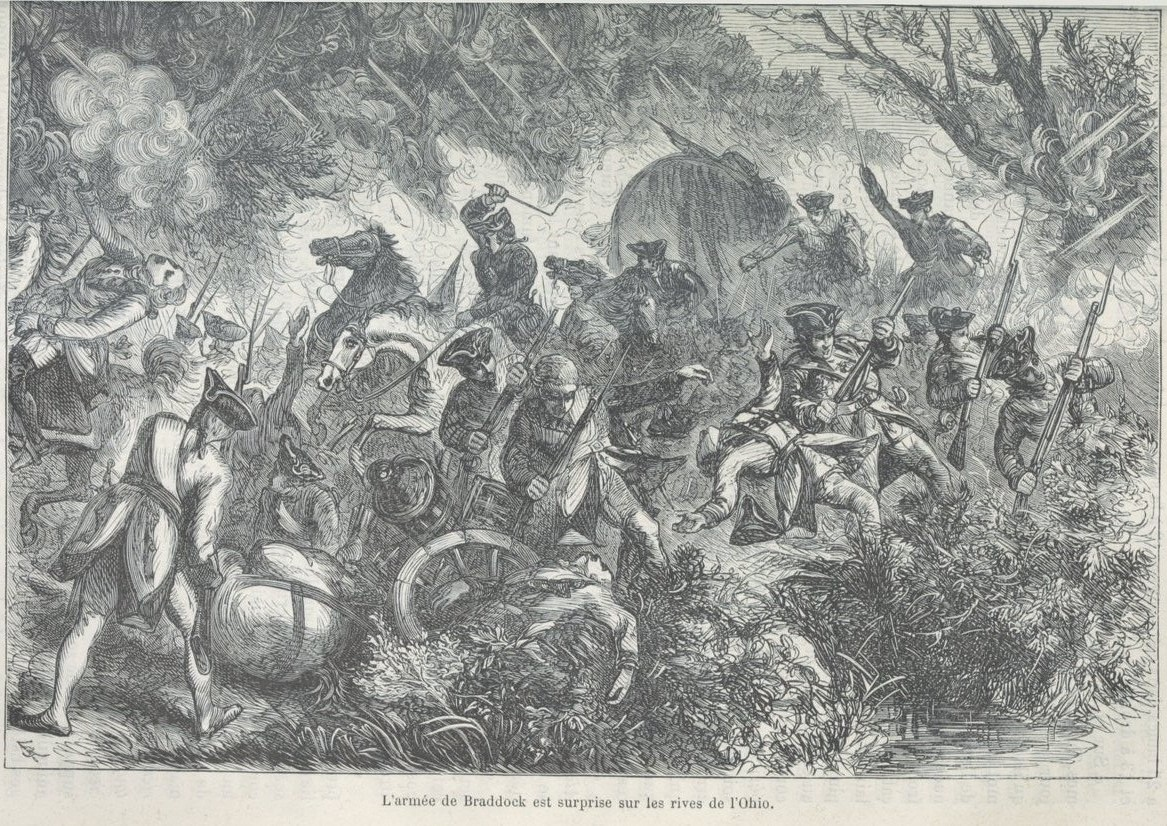
La bataille de la Monongahela, haut fait d’arme de Charles Michel de Langlade en 1755 (gravure de la fin du XIXe siècle).

En 1754, George Washington tue Joseph Coulon de Villiers, sieur de Jumonville  à la bataille de Jumonville Glen, alors que l'officier français, apparemment chargé d'une mission diplomatique, était sous la protection d'un drapeau blanc, ce qui va marquer le début de la guerre de Sept Ans en Amérique du Nord.
En 1755, Charles Michel de Langlade est promu aspirant. Cette même année, il aurait planifié l'embuscade qui, à partir de la Confédération des Trois Feux aurait permis à la victoire de Jean-Daniel Dumas contre Edward Braddock près de Fort Duquesne (actuel Pittsburgh, Pennsylvanie) et George Washington à la Bataille de la Monongahela.
Langlade participa à la victoire du Fort William Henry (également appelé Fort George) où son parti de guerre amérindien assurera le siège du fort et la destruction de navires britanniques sur le lac. Ses guerriers auraient aussi contribué (avec des Abénaquis) au massacre de 30 à 200 Britanniques (selon les sources) qui suivra la prise du fort, malgré l'opposition ostensible de Montcalm qui intervient personnellement pour arrêter cette enfreinte aux articles de la capitulation. La colère des Amérindiens a pu être provoquée du fait qu'ils obtenaient peu de leur participation à la prise du fort, Montcalm ayant assuré au Colonel Young, commandant du fort britannique, les honneurs de la guerre et le sauf-conduit de ses 2000 troupes vers le fort Lydius, 6 lieues plus loin. Les évènements entourant la prise du fort sont relatés de manière romancée dans le film Le Dernier des Mohicans, où est soutenue la thèse que Montcalm aurait sciemment laissé les Britanniques à la merci des Amérindiens afin de réduire le risque d’être confronté de nouveau aux mêmes troupes sur le chemin vers Albany, la capitale de l’État de New York.
Il participa à la victoire de la Bataille de Fort Carillon (1758) avec Montcalm et à la bataille de Beauport (1759) où ses Indiens battirent James Wolfe et laissèrent 400 Britanniques morts sur le champ. Langlade fut sur les Plaines d'Abraham avec Montcalm contre Wolfe en 1759 et encore avec Lévis contre Murray en 1760.
À la Bataille de Beauport, Charles Michel de Langlade faillit capturer le célèbre James Wolfe; l'échec est en partie dû à l'action de contournement tardive du Chevalier de Lévis pour des raisons qui ne sont pas encore bien déterminées.
Le 3 septembre 1760, quelques jours avant la capitulation,  Vaudreuil ordonne à Langlade de mener vers la Louisiane deux compagnies britanniques ayant fait désertion.
Il est retourné à Michilimakinac avec ses Indiens après la capitulation de Montréal en septembre 1760. En 1763, il a mené un nombre de familles de Michilimackinac s’installer à La Baye, créant la première véritable habitation sur le site actuel de la ville de Green Bay au Wisconsin.

## Neutralité contre Pontiac
En 1763, Langlade n'a pas participé au soulèvement de Pontiac;  au contraire, il sauva les Britanniques qui furent attaqués dans leur fort à Michilimackinac. Selon la légende locale, Langlade serait intervenu et aurait sauvé les prisonniers restants d'une mort quasi certaine aux mains des Ojibwés. En réalité, des membres de la nation Odawa de l'établissement de Waganakazee qui ont orchestré le dénouement. Ils sont intervenus comme médiateurs entre leurs proches, les Ojibwés, les Britanniques et les autres groupes autochtones de la région.

## Guerre d'indépendance américaine
Pendant la guerre d'indépendance américaine, Charles Langlade dirige un parti d'Indiens des Grands Lacs en tant qu'allié du commandement britannique au Canada et il devient officier dans la division indienne.
En 1776, Charles Langlade, à la tête d'Amérindiens, rejoint les troupes loyalistes du général britanniques Burgoyne. Mais lorsqu'une jeune femme, fiancée à un soldat britannique, Jane McCrea (parfois orthographié McCrae ou encore McRae) est retrouvée scalpée, les guerriers indiens de Langlade sont mis en cause, réprimandés et abandonnent Burgoyne. Celui-ci, par la suite, privés du soutien des Amérindiens, connaît la défaite en 1777 à la bataille de Saratoga, causant l'entrée en guerre de la France.
L'incident du scalp de Jane McCrea est probablement arrivé après un échange de tir involontaire et la femme ne fut seulement scalpée qu'une fois morte. Tout de même, la propagande américaine a incité 30 000 Américains à attaquer Burgoyne. Cet acte commis par un guerrier amérindien est donc une des causes indirectes de la défaite britannique en Amérique. La désertion soudaine des Indiens s'explique aussi par la propagande américaine à fort Stanwix qui faisait croire que les Américains étaient beaucoup plus nombreux qu'ils ne l'étaient. Après sa défaite, Burgoyne s'est plaint au Parlement britannique au sujet de Charles Langlade mais en réalité Burgoyne fut défait par son arrogance et n'était qu'à la recherche de boucs émissaires[non neutre].
Charles Langlade meurt dans son lit en 1801.

## Héritage
Si métis, Langlade fut le premier colonisateur de ce qui est devenu l'état américain du Wisconsin et est considéré comme l'un des « pères fondateurs de l’État ». Le comté de Langlade dans le Wisconsin fut baptisé en son honneur.